# Ida Matton

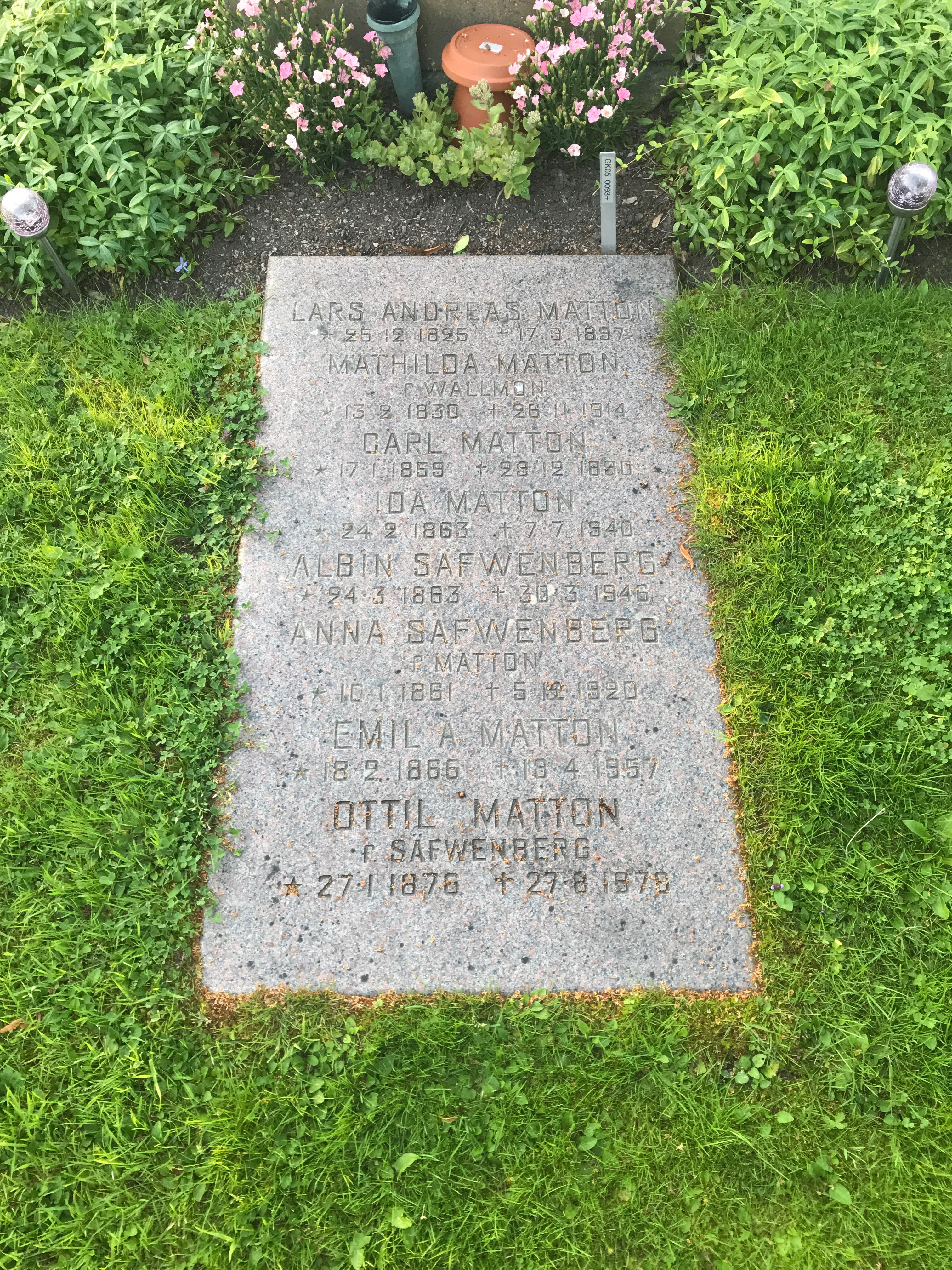
Ida Mattons gravvård på Gamla kyrkogården, Gävle

Ida Elisabeth Matton, född 1863 i Gävle, död på samma ort 1940, var en svensk bildkonstnär och skulptör.

## Biografi
Ida Matton studerade mellan 1882 och 1886 vid Tekniska skolan i Stockholm, samt i Paris 1887, där hon var verksam under större delen av sitt liv. Hon debuterade vid Parissalongen 1888. År 1890 hade hon sitt genombrott med skulpturen "Bébé", som visades i Chicago 1892.
I Sverige gjorde hon bland annat gravmonument, idrottspriser och plaketter. Hon fick även beställningar från Gävle under sin tid i Paris, till exempel Gustav Vasa-statyn som avtäcktes 1924 i Kvarnparken i Gävle. Hon skapade flera gravmonument, däribland för familjerna Matton och Westergren, samt byster av Karolina Själander i Rådhusesplanaden och i Katolska kyrkan av dess första präst, Giovanno Carlo Moro.
Ida Matton var även landskapsmålare. Sina arbeten från Lappland ställde hon ut 1927. Ett annat känt verk av Matton är skulpturen "Lokes straff", som 1905 utfördes i marmor och ställdes ut på Parissalongen 1909. 1936 göts den i brons. Marmorskulpturen placerades 1923 i resterna av Gamla Riddarholmsbron, den så kallade "Palmstedts grottan", inom Stockholms stadshus park. En annan "Lokes straff" donerade brodern Emil Matton på hennes 75-årsdag 1938 till blivande Gävle Länsmuseet. 1963 ordnade museet en minnesutställning över henne med cirka 60 arbeten. 
Hon fick flera utmärkelser i Frankrike och Italien och Litteris et artibus 1927. Hon var medlem i Union des Femmes Peintres et Sculpteures.
Matton finns representerad vid bland annat Nationalmuseum i Stockholm och Länsmuseet Gävleborg.

## Galleri

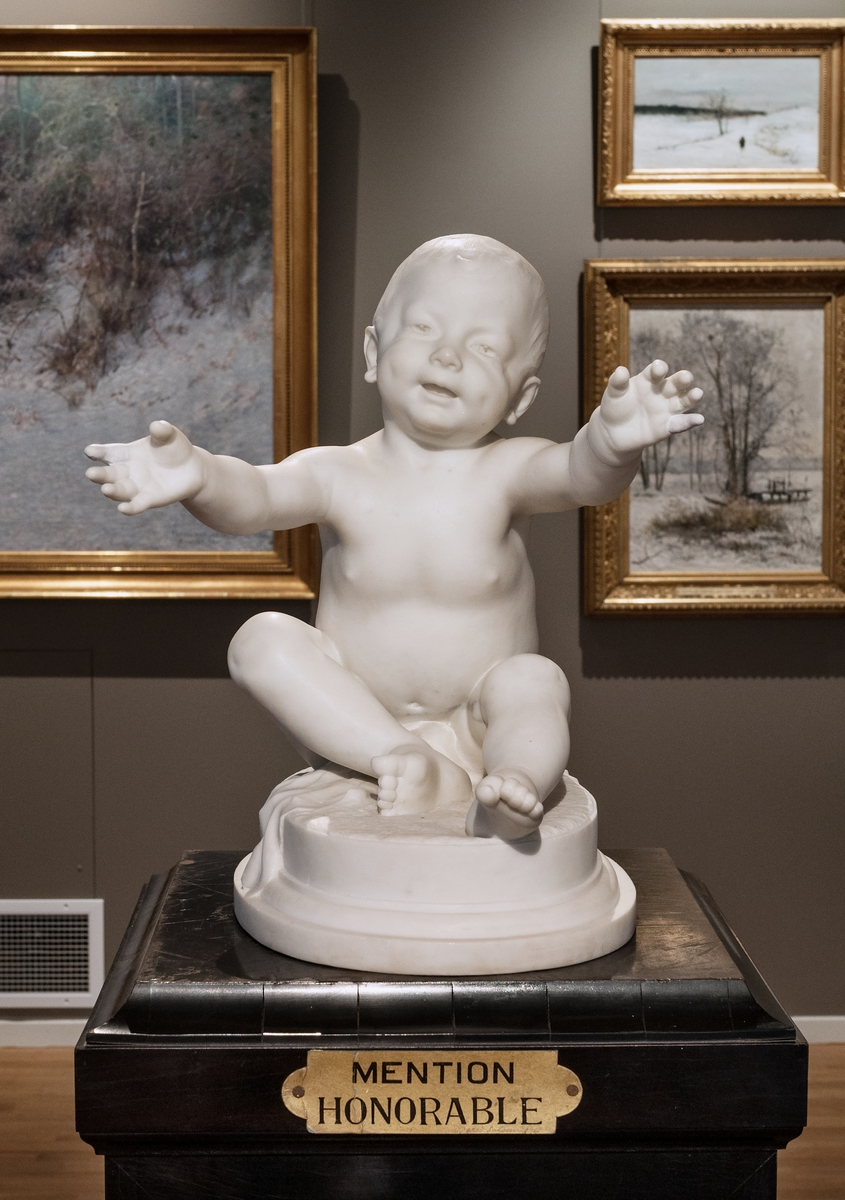
Bebé av Ida Matton, Länsmuseet Gävleborg
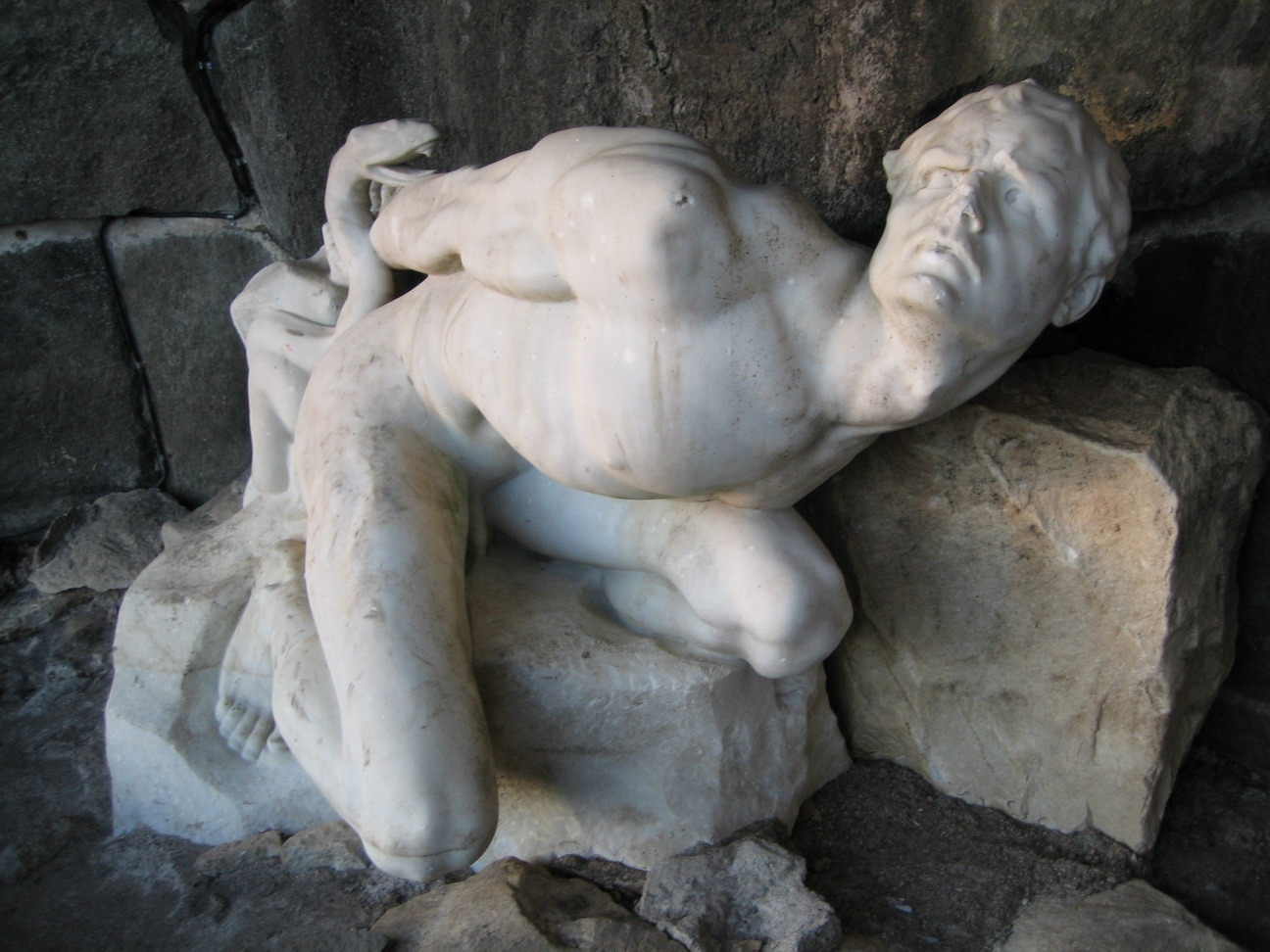
Ida Mattons marmorskulptur "Lokes straff" i parken vid Stockholms stadshus.
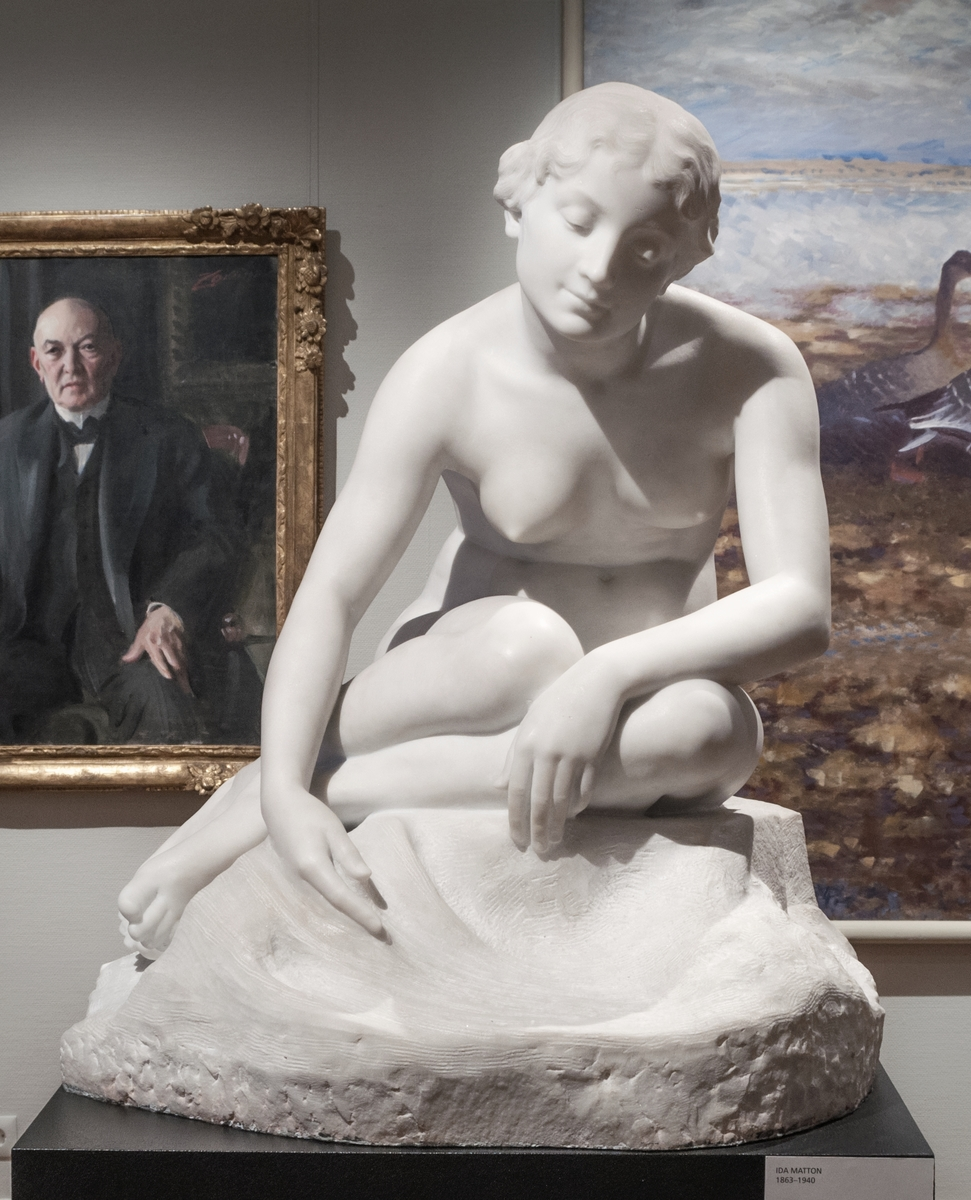
Dolce far niente, skulptur i marmor av Ida Matton 1901, efter gipsoriginal 1896. Länsmuseet Gävleborg
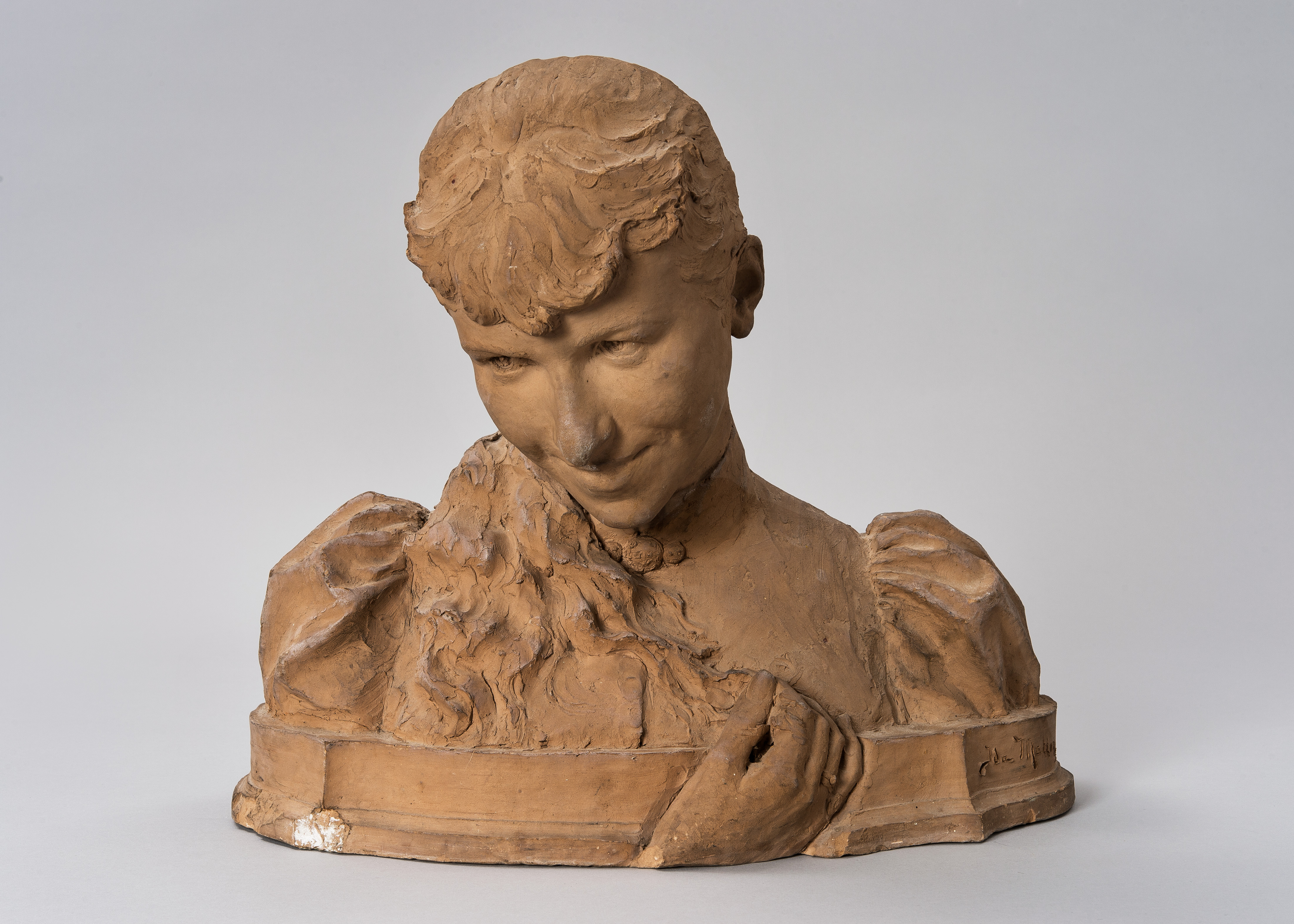
Okänt kvinnoporträtt av Ida Matton, 1891. I Nationalmuseums  samlingar.
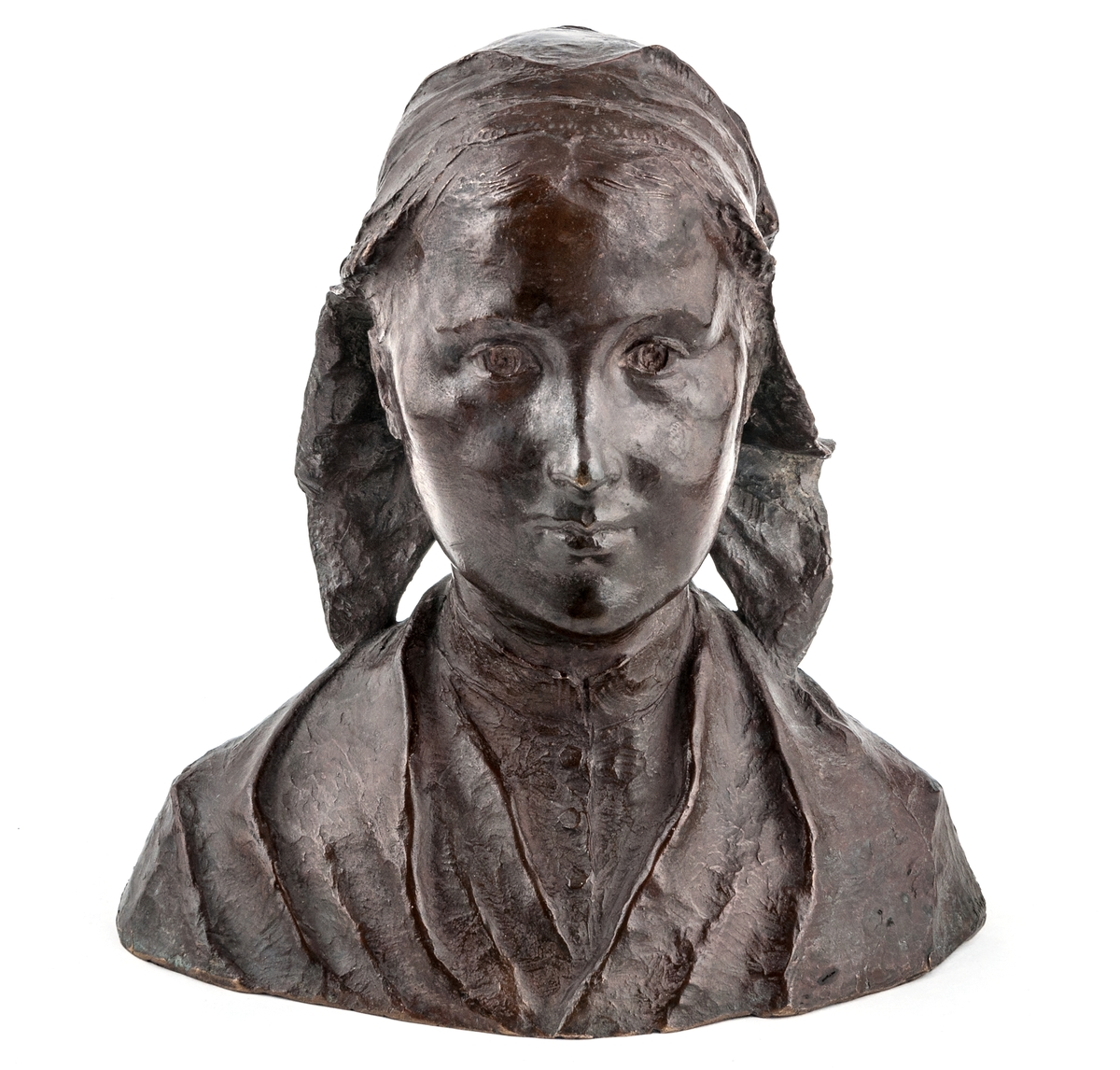
Bretagnska